# Мохамед Хані
Мохамед Хані (араб. محمد هاني الدمرداش‎, нар. 25 січня 1996, Каїр) — єгипетський футболіст, захисник клубу «Аль-Аглі» та національної збірної Єгипту.
Чотириразовий чемпіон Єгипту. Дворазовий володар Кубка Єгипту. Переможець Ліги чемпіонів КАФ, бронзовий призер клубного чемпіонату світу з футболу 2020 року.

## Клубна кар'єра
Мохамед Хані народився 1996 року в Каїрі. Вихованець футбольної школи клубу «Аль-Аглі». Розпочав виступи на футбольних полях у 2014 році в основній команді клубу «Аль-Аглі», кольори якої захищає й донині. У складі клубу став чотириразовим чемпіоном Єгипту та дворазовим володарем Кубка Єгипту. У 2020 році в складі каїрської команди став переможцем Ліги чемпіонів КАФ. За підсумками цього турніру «Аль-Аглі» кваліфікувалось до клубного чемпіонату світу 2020 року, на якому Хані в складі команди став бронзовим призером.

## Виступи за збірні
У 2015 році Мохамед Хані залучався до складу молодіжної збірної Єгипту. На молодіжному рівні зіграв у 3 офіційних матчах. 2016 року Мохамед Хані дебютував в офіційних матчах у складі національної збірної Єгипту. На початок 2029 року зіграв у складі збірної 9 матчів, у яких забитими м'ячами не відзначився.

## Титули і досягнення
- Чемпіон Єгипту (6):

«Аль-Аглі»: 2015/16, 2016/17, 2017/18, 2018/19, 2019/20, 2022/23
- Володар Кубка Єгипту (3):

«Аль-Аглі»: 2017, 2020, 2022
- Володар Суперкубка Єгипту (4):

«Аль-Аглі»: 2017, 2017/18, 2021/22, 2023/24
- Переможець Ліги чемпіонів КАФ (3):

«Аль-Аглі»: 2019/20, 2020/21, 2022/23
- Володар Суперкубка КАФ (2):

«Аль-Аглі»: 2020, 2021